# Кайли, Ева
Е́ва Кайли́ (греч. Εύα Καϊλή; род. 26 октября 1978, Салоники) — греческий государственный и политический деятель. Принадлежала к Всегреческому социалистическому движению (ПАСОК). В январе-декабре 2022 года была одним из четырнадцати вице-председателей Европейского парламента. Бывшая телеведущая, депутат Европейского парламента с 2014 года по 2024 год.

## Ранний период жизни
Изучала архитектуру и гражданское строительство в Университете Аристотеля в Салониках. Продолжила обучение в Университете Пирея, где получила степень магистра в области международных и европейских отношений. В 2004—2007 годах работала телеведущей. С 2014 года учится в аспирантуре в области международной экономической политики в Университете Пирея, но по состоянию на 2022 год ещё не окончила учёбу.

## Политическая деятельность
Во время работы в парламенте Греции была членом следующих парламентских комитетов: Постоянного комитета по делам культуры и образования, Постоянного комитета по национальной обороне и иностранным делам и Специального постоянного комитета греков зарубежья. Также была членом греческой делегации в Парламентской ассамблее черноморского экономического сотрудничества (ПАЧЭС), Парламентской ассамблее НАТО и Парламентской ассамблее Союза для Средиземноморья. Представляла Грецию на конференциях и специальных миссиях за границей.
В ноябре 2011 года в преддверии решающего вотума доверия премьер-министру Греции Георгиосу Папандреу попала на страницы газет, объявив, что откажется поддерживать правительство в голосовании, что оставило бы Георгиоса Папандреу с поддержкой всего 151 депутата от ПАСОК из 300. Позже отступила, и Георгиос Папандреу получил вотум доверия со всеми 155 депутатами из ПАСОК, выразившими свою поддержку его правительству.
С 2014 года стала депутатом Европейского парламента и была членом группы Прогрессивного альянса социалистов и демократов до изгнания в 2022 году. В 2022 году стала независимым депутатом и вице-председателем по инновационной стратегии, ИКТ, технологиям, предвидению, бизнесу, и корпоративной социальной ответственности, ООН, ВТО, ОЭСР и Ближнему Востоку. Стала первой женщиной-председателем органа Европейского парламента по оценке научно-технических возможностей в 2017—2022 годах, председателем Центра искусственного интеллекта и главой делегации по связям с Парламентской ассамблеей НАТО с 2014 по 2019 год. Работала в Комитете по промышленности, исследованиям и энергетике, Комитете по экономическим и валютным вопросам и Комитете по занятости и социальным вопросам. Является заместителем члена Бюджетного комитета и делегации по связям с Аравийским полуостровом.
В дополнение к своим обязанностям в комитетах, является членом Интергруппы Европейского парламента по раку, Интергруппы Европейского парламента по вопросам инвалидности, делегации в Комитете парламентского сотрудничества ЕС-Россия и делегации по связям с Соединёнными Штатами Америки.
В 2018 году была удостоена награды MEP Awards за продвижение новых технологий.
18 января 2022 года стала вице-председателем Европейского парламента после избрания в первом туре 454 голосами.

## Обвинения в коррупции и арест
9 декабря 2022 года была арестована Федеральной полицией Бельгии после расследования уголовного дела об организованной преступности, коррупции и отмыванию денег, связанных с лоббистской деятельностью в поддержку заявки Катара на проведение чемпионата мира по футболу. Чемодан с наличными был найден у её отца при его аресте, а другие сумки с наличными были обнаружены у неё дома. В тот же день она была отстранена как от Группы социалистов, так и от Демократической группы, с которой заседала в Европейском парламенте, и от национальной партии ПАСОК. В рамках расследования полиция Бельгии провела обыски в 16 домах и задержала как минимум ещё четырёх человек, в том числе бывшего депутата Европарламента Антонио Панцери, помощника депутата Европарламента Франческо Джорджи (партнёра Евы Кайли) и отца Евы Кайли, который ехал в поезде с крупной суммой наличных денег после предупреждения сообщника. В ходе проведения следственных действий сотрудники правоохранительных органов изъяли более 600 тыс. евро наличными.
Арест был произведён во время проходящего в Катаре чемпионата мира по футболу 2022 года. Ранее в странах Западного мира прозвучала серьёзная критика в адрес Катара, но Ева Кайли во время выступления в Европейском парламенте похвалила ситуацию с правами человека в этой стране и раскритиковала обвинения в коррупции, выдвинутые против Катара.
10 декабря 2022 года была отстранена от занимаемой должности.
13 декабря 2022 года абсолютное большинство депутатов Европарламента проголосовало за досрочное прекращение полномочий Кайли на посту вице-председателя.
19 января 2023 года суд первой инстанции в Брюсселе отклонил ходатайство Кайли об освобождении её из-под стражи до суда и применении альтернативных мер, таких как электронный браслет. Суд на заседании, состоявшемся 16 февраля 2023 года, снова отклонил просьбу Кайли об освобождении или применении альтернативных мер и постановил оставить её в месте предварительного заключения. Но в апреле 2023 года Кайли всё же перевели под домашний арест.

## Личная жизнь
В 2021 году у Евы Кайли и её партнёра, 35-летнего помощника депутата Европарламента Франческо Джорджи, родилась дочь.